# Eburia sericea
Eburia sericea là một loài bọ cánh cứng trong họ Cerambycidae.